# Martensville (circonscription saskatchewanaise)
Pour les articles homonymes, voir Martensville.
Circonscription électorale provinciale du Canada
Martensville est une ancienne circonscription électorale provinciale de la Saskatchewan au Canada. Elle est représentée à l'Assemblée législative de la Saskatchewan de 2003 à 2016.

## Géographie
La circonscription comprenait les villes de Warman, Hague, Waldheim, Osler et Dalmeny, ainsi que le village de Hepburn

## Liste des députés
| Parlement                                          | Années                                     | Député                                     | Député                                     | Parti                                      |
| Martensville                                       | Martensville                               | Martensville                               | Martensville                               | Martensville                               |
| Nouvelle circonscription issue de Rosthern         | Nouvelle circonscription issue de Rosthern | Nouvelle circonscription issue de Rosthern | Nouvelle circonscription issue de Rosthern | Nouvelle circonscription issue de Rosthern |
| -------------------------------------------------- | ------------------------------------------ | ------------------------------------------ | ------------------------------------------ | ------------------------------------------ |
| 25e                                                | 2003–2007                                  |                                            | Ben Heppner                                | Saskatchewanais                            |
| 25e                                                | 2007-2007                                  | Nancy Heppner                              |                                            | Saskatchewanais                            |
| 26e                                                | 2007–2011                                  | Nancy Heppner                              |                                            | Saskatchewanais                            |
| 27e                                                | 2011–2016                                  | Nancy Heppner                              |                                            | Saskatchewanais                            |
| Circonscription dissoute parmi Martensville-Warman |                                            |                                            |                                            |                                            |